# August Schreiber (Kaufmann)
Albert August Friedrich Schreiber (* 15. August 1768 in Heilbronn; † 15. Dezember 1847 ebenda) war ein deutscher Kaufmann und Politiker. Er vertrat die Stadt Heilbronn von 1821 bis 1823 in der Abgeordnetenkammer der Württembergischen Landstände.

## Leben

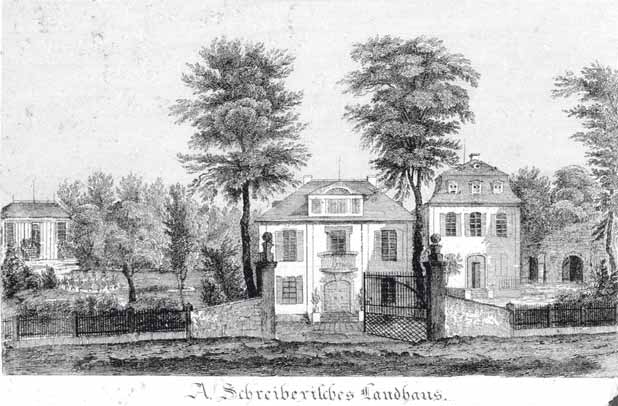
Das Schreiberische Landhaus auf einem Stahlstich von Theodor Rausche (1845)

Schreiber war Kaufmann und Partikulier in Sontheim. Dort war er Eigentümer des sogenannten A. Schreiberischen Landhauses und weiterer, in den 1760er Jahren von Franz Bianchi als Tabakfabrik errichteter Gebäude, die zuletzt der Schuhfabrik Wolko gehörten.
Im ausgehenden 18. Jahrhundert vertrat Schreiber mehrmals die städtischen Interessen, weil Heilbronn den Reichsstadt-Status bewahren wollte. Als Dank für seine Verdienste um die Stadt Heilbronn erhielt er ein Silberservice, bestehend aus zwei Kannen, Zuckerdose und Tablett, das ihm von der Stadt Heilbronn für seine Verdienste überreicht wurde. Auf dem  Tablett ist eine Inschrift auf Latein eingraviert:
AUGUSTO SCHREIBER

CIVI HEILBRONNENSI

PRO BENE MERITIS

HAECCE VASA

DONO OBTULIT

PATRIA GRATA

1799
Der Schöpfer des Services war der Gold- und Silberarbeiter Brand.
Nachdem Benjamin Friedrich Haakh das Mandat niedergelegt hatte, wurde Schreiber 1821 in einer Ersatzwahl für die Stadt Heilbronn in die Abgeordnetenkammer der Württembergischen Landstände gewählt. 1823 legte er seinerseits das Mandat nieder. Zu seinem Nachfolger wurde Gottlieb Link gewählt.

## Familie
Schreibers Eltern waren der Heilbronner Rechtskonsulent und Stadtschreiber Christof Johann Schreiber und Friederike Wagner. 1830 heiratete Schreiber in zweiter Ehe Ernestine Pauline Orth (1809–1877).

## Ehrungen
Nach August Schreiber ist seit 1922 der August-Schreiber-Weg in Heilbronn benannt.